# مگس‌های برگ‌کاو
مگس‌های برگ‌کاو (نام علمی: Agromyzidae) نام یک تیره از زیرراسته کوتاه‌شاخکان است.

## نگارخانه